# Rhopalocerina clavigera
Rhopalocerina clavigera är en skalbaggsart som först beskrevs av Scriba 1859.  Rhopalocerina clavigera ingår i släktet Rhopalocerina, och familjen kortvingar. Arten är reproducerande i Sverige.